# Route 136 (Quebec)
A Route 136 (R-136) é uma estrada nacional do Quebec localizada na margem norte do São Lourenço. Ela passa exclusivamente na cidade de Quebec, na região administrativa da Capital-Nacional.

## Traçado

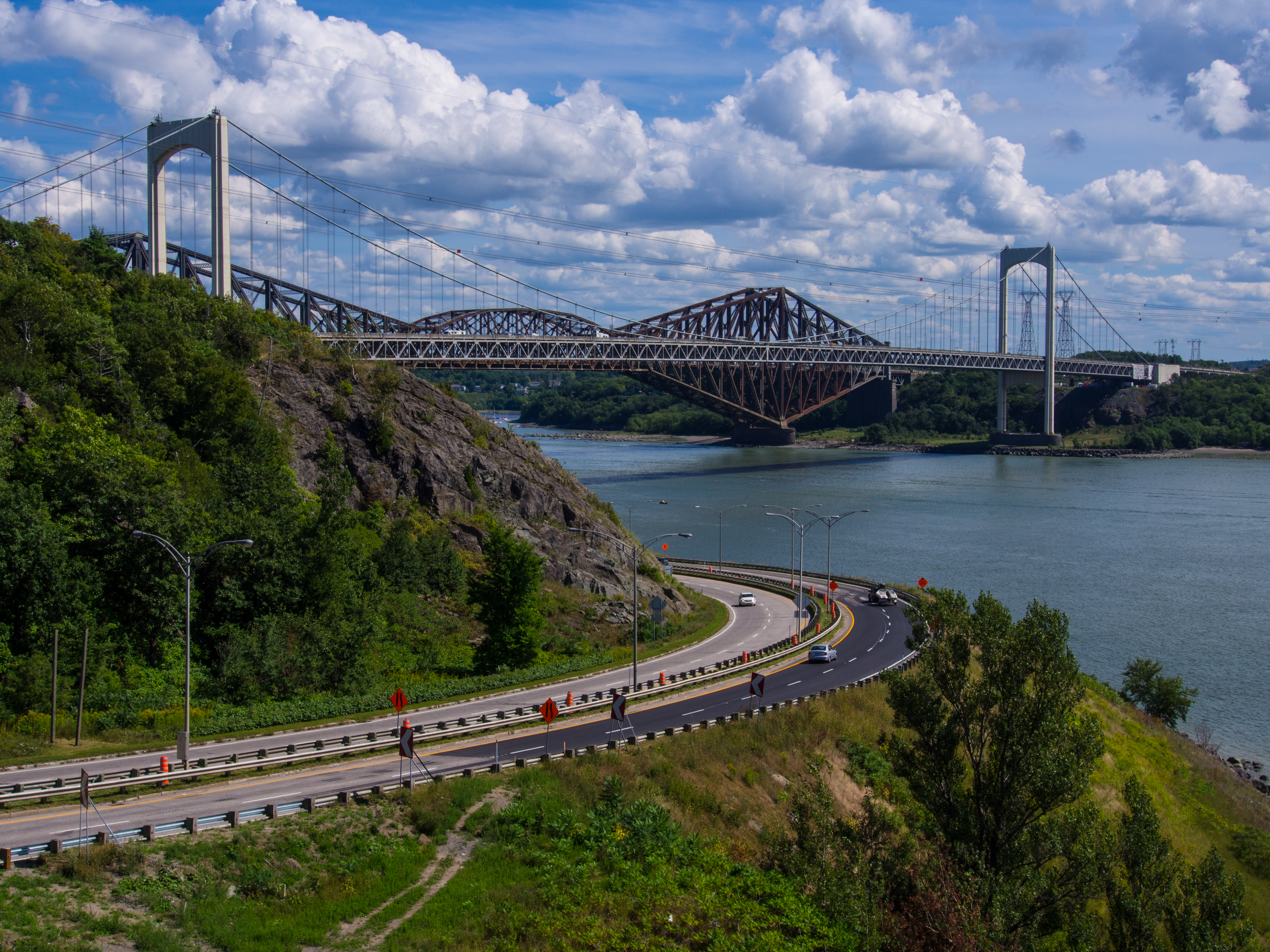
Extremidade Oeste do boulevard

A estrada passa em ângulo perto da Avenida dos Hotéis, ao pé do ponte Pierre-Laporte e da ponte de Quebec, para passar pelo rio baixo com o nome de Boulevard Champlain. Atingindo o bairro Petit Champlain, torna-se a « Rua Dalhousie ». Depois, no velho porto de Quebec, muda de nome para « Plataforma Santo-André », depois  « Rua Saint-Paul ». O seu terminal exacto é incerto, mas na maioria dos mapas, encontra-se ao ângulo de Boulevard dos Capucins e da 1.ª Rua, justo abaixo a autopista 440 Dufferin-Montmorency.
Esta estrada é publicamente numerada unicamente desde 2012.

## Localidades atravessadas
Lista das municipalidades cujo território está atravessado pela estrada 136, reagrupadas por municipalidade regional de condado.

### Capital-Nacional
Fora de MRC
- Quebec
  - Arredondamento Saint-Foy-Sillery-Cap-Rouge
  - Arredondamento La Cité-Limoilou